# Hungría en los Juegos Olímpicos de París 2024
Hungría estuvo representada en los Juegos Olímpicos de París 2024 por un total de 170 deportistas que compitieron en 20 deportes. Responsable del equipo olímpico es el Comité Olímpico Húngaro, así como las federaciones deportivas nacionales de cada deporte con participación.
Los portadores de la bandera en la ceremonia de apertura fueron el judoka Krisztián Tóth y la jugadora de balonmano Blanka Bíró.

## Medallistas
El equipo olímpico de Hungría obtuvo las siguientes medallas:
| Nombre                                                     | Deporte           | Competición          |
| ---------------------------------------------------------- | ----------------- | -------------------- |
| Oro                                                        |                   |                      |
| Tibor Andrásfi Máté Koch Gergely Siklósi Dávid Nagy        | Esgrima           | Espada por equipos M |
| Hubert Kós                                                 | Natación          | 200 m espalda M      |
| Kristóf Milák                                              | Natación          | 100 m mariposa M     |
| Kristóf Rasovszky                                          | Natación          | 10 km M              |
| Michelle Gulyás                                            | Pentatlón moderno | Individual F         |
| Viviana Márton                                             | Taekwondo         | –67 kg F             |
| Plata                                                      |                   |                      |
| Bence Halász                                               | Atletismo         | Martillo M           |
| Csanád Gémesi Krisztián Rabb András Szatmári Áron Szilágyi | Esgrima           | Sable por equipos M  |
| Kristóf Milák                                              | Natación          | 200 m mariposa M     |
| Ádám Varga                                                 | Piragüismo        | K1 1000 m M          |
| Bence Nádas Sándor Tótka                                   | Piragüismo        | K2 500 m M           |
| Tamara Csipes                                              | Piragüismo        | K1 500 m F           |
| Tamara Csipes Alida Gazsó                                  | Piragüismo        | K2 500 m F           |
| Bronce                                                     |                   |                      |
| Eszter Muhari                                              | Esgrima           | Espada individual F  |
| Dávid Betlehem                                             | Natación          | 10 km M              |
| Bálint Kopasz                                              | Piragüismo        | K1 1000 m M          |
| Noémi Pupp Sára Fojt                                       | Piragüismo        | K2 500 m F           |
| Noémi Pupp Sára Fojt Tamara Csipes Alida Gazsó             | Piragüismo        | K4 500 m F           |
| Veronika Major                                             | Tiro              | Pistola 25 m F       |